# Sac de nœuds
Pour plus de détails, voir Fiche technique et Distribution.
Sac de nœuds est un film français réalisé par Josiane Balasko, sorti le 20 mars 1985.

## Synopsis
Une vamp de banlieue se réfugie chez sa voisine, une demi-clocharde plutôt laide et suicidaire. Se croyant meurtrière de son mari policier et alcoolique qu'elle vient de mettre hors d'état de nuire, elle embarque dans son échappée sa voisine ainsi qu'un délinquant en cavale presque malgré lui…

## Fiche technique
- Titre : Sac de nœuds
- Réalisation : Josiane Balasko, assistée de Philippe Guez  et Claude Othnin-Girard
- Scénario : Josiane Balasko et Jacques Audiard
- Production : Marie-Laure Reyre
- Musique : Michel Goglat et Gérard Blanchard
- Photographie : François Catonné
- Son : Alain Sempé
- Montage : Catherine Kelber
- Pays d'origine :  France
- Genre : comédie
- Durée : 90 minutes
- Date de sortie : 20 mars 1985

## Distribution
- Isabelle Huppert : Rose-Marie Martin
- Josiane Balasko : Anita
- Farid Chopel : Rico Da Silva
- Jean Carmet : le pharmacien Wresinski
- Coluche : Coyotte
- Dominique Lavanant : l'infirmière
- Michel Albertini : Étienne
- Jean-Pierre Coffe : le commissaire
- Daniel Russo : André Martin
- Howard Vernon : Dr Belin
- Philippe Berry : Manu
- Jacques Delaporte : chauffeur du camion
- Jean-Luc Fromental : Isbœuf
- Marc Lamole : Robert
- Maurice Lamy : le petit homme
- Bruno Moynot : policier dans le commissariat
- Olivier Proust : le chauffeur de taxi
- Fred Romano : Joëlle Da Silva
- France Rumilly : femme Illico